# Wiley (nhà xuất bản)
John Wiley & Sons, Inc., hay còn gọi Wiley (/ˈwaɪli/), là một công ty xuất bản toàn cầu chuyên về lĩnh vực sách hàn lâm và hướng đến người tiêu dùng là những chuyên gia, sinh viên và giảng viên trong giáo dục đại học, và các nhà nghiên cứu và thực hành trong khoa học, kỹ thuật, công nghệ, y học, và các lĩnh vực hàn lâm khác. Công ty phát hành sách, tạp chí và từ điển, dưới dạng bản in và bản điện tử, cũng như với các sản phẩm và dịch vụ trực tuyến, các tài liệu đào tạo, giáo dục cho sinh viên, học sinh, và những người tự học.
Công ty được thành lập vào năm 1807 bởi Charles Wiley và được các con trai của ông duy trì và phát triển. Năm 2012, công ty có khoảng 4.900 nhân viên và doanh thu $1,8 tỷ.

## Sách tham khảo
- The First One Hundred and Fifty Years: A History of John Wiley and Sons Incorporated 1807–1957. New York: John Wiley & Sons. 1957.
- Moore, John Hammond (1982). Wiley: One Hundred and Seventy Five Years of Publishing. New York: John Wiley & Sons. ISBN 0-471-86082-4.
- Wright, Robert E.; Timothy C. Jacobson; George David Smith (2007). Knowledge for Generations: Wiley and the Global Publishing Industry, 1807–2007. Hoboken, NJ: John Wiley & Sons. ISBN 0-471-75721-7.